# Korplje
Korplje este o localitate din comuna Slovenska Bistrica, Slovenia, cu o populație de 46 de locuitori.